# 神保守
神保 守（じんぼ まもる、1996年 - ）は、日本の子役俳優である。ビッグワンウエスト所属。
現在は芸能活動を引退し、和歌山大学の学生として生活している。
趣味はギター。得意分野はエモ系。

## 出演

### テレビドラマ
- 朝の連続テレビ小説 芋たこなんきん（2006年、NHK）徳永登 役